# WWE 2K
WWE 2K é uma série de jogos eletrônicos de wrestling profissional desenvolvida pela Yuke's e distribuída pela 2K. Os jogos da série são baseados nos programas da WWE, contando os lutadores do ano até o Wrestlemania e várias modalidades de luta diferentes. Originalmente a série se chamava WWF Smackdown, baseado no programa de mesmo nome, sendo mais tarde renomeada para WWE SmackDown! vs RAW, devido a entrada do elenco do programa Monday Night RAW. EM 2011, a THQ anunciou que a partir daquela data a série se chamaria simplesmente WWE devido ao lançamento de WWE '12.
A série teve início com o lançamento do jogo WWF SmackDown! em 2000, sendo originalmente exclusiva dos consoles da Sony, o PlayStation. Depois de 2004, com o lançamento de WWE SmackDown! vs. Raw, a série se expandiu, lançando jogos também para PlayStation Portable, Xbox 360, Nintendo DS e Wii. A Yuke’s também lançava os jogos no Japão sob o nome de Exciting Pro Wrestling, mas depois do WWE SmackDown vs. Raw 2006, a THQ fez um acordo com a distribuidora japonesa para que ela usasse o nome original da série.
A recepção da série é boa, sendo que o WWE '12, no início de dezembro, estava em 41º no Top 100 dos melhores jogos da IGN. Devido a popularidade da série ela está na lista dos jogos mais vendidos de todos os tempos, com 47 milhões de cópias vendidas em 2009.
No dia 12 de Dezembro de 2012, a THQ anunciou sua falência. Em Janeiro de 2013, os direitos da série WWE foram adquiridos pela Take Two Interactive.

## Desenvolvimento
Após o fim de 10 anos de contrato com a Acclaim Entertainment, a THQ firmou um novo contrato com a desenvolvedora Yuke's, até então famosa pela série Toukon Retsuden, uma série de quatro jogos eletrônicos baseados na promoção de wrestling profissional japonesa All Japan Pro Wrestling, afim de que ela desenvolvesse os próximos jogos da série WWF. Junto ao contrato com a Yuke's, a THQ também tomou posse do motor de jogo utilizado até então na série Toukon Retsuden, sendo usado no primeiro jogo da série, WWF SmackDown!.

## Recepção
O primeiro jogo da série, WWF SmackDown!, foi por muito tempo um dos jogos mais populares do PlayStation, vendendo mais de 975,000 unidades no seu ano de lançamento. e totalizando mais de um milhão de vendas somente nos Estados Unidos. Mas apesar das boas vendas, o jogo foi criticado pela rasa história do modo Season, além dos claros problemas com os diálogos. Já o seu sucessor, WWF SmackDown! 2: Know Your Role teve uma recepção melhor por parte da crítica, como a IGN afirma em seu review, em que o modo Season "realmente funciona adequadamente", embora ainda tivesse problemas na parte sonora, como a falta de comentaristas e do jogo contar somente com músicas genéricas. WWF SmackDown! Just Bring It, de acordo com a IGN, contou com uma leve melhora no modo Season, embora a GameSpot tenha afirmado que a adição de comentários em áudio prejudicou a experiência de jogo.

## Lista de Jogos
| Título                             | Desenvolvedor               | Editor         | Platformas                                        | Data de lançamento     | Atletas de capa                                                                  |
| ---------------------------------- | --------------------------- | -------------- | ------------------------------------------------- | ---------------------- | -------------------------------------------------------------------------------- |
| WWF SmackDown!                     | Yuke's                      | THQ, Yuke's    | PlayStation                                       | 2 de Março de 2000     | Chyna, The Rock, Billy Gunn, Mankind                                             |
| WWF SmackDown! 2: Know Your Role   | Yuke's                      | THQ, Yuke's    | PlayStation                                       | 01 de dezembro de 2000 | Chris Jericho, The Rock, Triple H, The Undertaker                                |
| WWF SmackDown! Just Bring It       | Yuke's                      | THQ, Yuke's    | PS2                                               | 16 de novembro de 2001 | Triple H, The Rock, Spike Dudley, and Kurt Angle                                 |
| WWE SmackDown! Shut Your Mouth     | Yuke's                      | THQ, Yuke's    | PS2                                               | 15 de novembro de 2002 | Kurt Angle, Brock Lesnar, Triple H                                               |
| WWE SmackDown! Here Comes the Pain | Yuke's                      | THQ            | PS2                                               | 7 de novembro de 2003  | Rey Mysterio, Matt Hardy, Brock Lesnar, John Cena, The Undertaker, Torrie Wilson |
| WWE SmackDown! vs. Raw             | Yuke's                      | THQ, Yuke's    | PS2                                               | 12 de novembro de 2004 | Vince McMahon                                                                    |
| WWE SmackDown! vs. Raw 2006        | Yuke's                      | THQ            | PS2, PSP                                          | 11 de novembro de 2005 | Batista, and John Cena                                                           |
| WWE SmackDown vs. Raw 2007         | Yuke's                      | THQ            | PS2, PSP, Xbox 360                                | 10 de novembro de 2006 | Rey Mysterio, John Cena, Torrie Wilson, Triple H, Batista                        |
| WWE SmackDown vs. Raw 2008         | Yuke's, Amaze Entertainment | THQ            | PS2, PS3, PSP, Xbox 360, Wii, Nintendo DS, Mobile | 9 de novembro de 2007  | John Cena, The Undertaker, Bobby Lashley                                         |
| WWE SmackDown vs. Raw 2009         | Yuke's, Tose Co., Ltd.      | THQ            | PS2, PS3, PSP, Xbox 360, Wii, Nintendo DS, Mobile | 7 de novembro de 2008  | Triple H, and Shawn Michaels                                                     |
| WWE SmackDown vs. Raw 2010         | Yuke's                      | THQ            | PS2, PS3, PSP, Wii, Xbox 360, Nintendo DS, Mobile | 23 de outubro de 2009  | Edge, The Undertaker, John Cena, Randy Orton , and Rey Mysterio                  |
| WWE SmackDown vs. Raw 2011         | Yuke's                      | THQ            | PS2, PS3, PSP, Wii, Xbox 360                      | 29 de outubro de 2010  | Big Show, John Cena, and The Miz                                                 |
| WWE '12                            | Yuke's                      | THQ            | PS3, Xbox 360, Wii                                | 22 de novembro de 2011 | Randy Orton                                                                      |
| WWE '13                            | Yuke's                      | THQ, 2K Sports | PS3, Xbox 360, Wii                                | 2 de novembro de 2012  | CM Punk                                                                          |
| WWE 2K14                           | Visual Concepts, Yuke's     | 2K Sports      | PS3, Xbox 360,                                    | 1 de novembro de 2013  | The Rock                                                                         |
| WWE 2K15                           | Visual Concepts, Yuke's     | 2K Sports      | PS3, PS4, Windows, Xbox 360, Xbox One,            | 31 de outubro de 2014  | John Cena                                                                        |
| WWE 2K16                           | Visual Concepts, Yuke's     | 2K Sports      | PS3, PS4, Windows, Xbox 360, Xbox One,            | 30 de outubro de 2015  | Stone Cold Steve Austin                                                          |
| WWE 2K17                           | Visual Concepts, Yuke's     | 2K Sports      | PS3, PS4, Xbox 360, Xbox One                      | 11 de outubro de 2016  | Brock Lesnar                                                                     |
| WWE 2K18                           | Visual Concepts, Yuke's     | 2K Sports      | PS4, Xbox One e Nintendo Switch                   | 17 de outubro de 2017  | Seth Rollins                                                                     |